# إيبو أصلان
خليل إبراهيم دميرأصلان أو باسمه المعروف إيبو أصلان (مواليد 23 أبريل 1996) هو مُقاتل فنون قتالية مختلطة محترف نمساوي من أصل تركي. يُنافس حاليًا في فئة وزن خفيف الثقيل في يو إف سي.

## الخلفية
وُلِد خليل إبراهيم دميرأصلان في 23 أبريل 1996 في قرية أكتشاورين في ألتونهيسار. عندما كان في السابعة من عمره فقط، انتقلت عائلته إلى النمسا بسبب عمل والده. في سن الثالثة عشرة، بعد محاولته لعب كرة القدم وعدم الاستمتاع بها، تحول إلى فنون الدفاع عن النفس. قادته اهتماماته إلى المشاركة في رياضة الكيك بوكسينغ أولاً، ثم المصارعة والجيو جيتسو البرازيلية.

## مسيرته في فنون القتال المختلطة

### سلسلة منافسات دانا وايت
واجه أصلان باولو ريناتو جونيور في الموسم السابع من سلسلة منافسات دانا وايت في 15 أغسطس 2023. فاز بالنزال بالضربة الفنية القاضية في الجولة الأولى، مما أكسب أصلان مكانًا في قائمة يو إف سي.

### يو إف سي
واجه أصلان أنطون توركالج في نزال العودة في 30 مارس 2024 في حدث يو إف سي على إي إس بي إن 54. فاز في النزال بالضربة الفنية القاضية في الجولة الثالثة.
في نزاله الثاني، واجه أصلان رافاييل سيركويرا في 26 أكتوبر 2024 في حدث يو إف سي 308. فاز بالقتال عن طريق الضربة الفنية القاضية في الجولة الأولى.
من المقرر أن يواجه أصلان أيون كوتيلابا في 22 فبراير 2025 في يو إف سي ليلة القتال 252.

## سجل فنون القتال المختلطة
| السجل المهني |        |         |
| 16 نزال      | 14 فوز | 2 خسارة |
| ضربة قاضية   | 14     | 0       |
| إخضاع        | 0      | 2       |

| النتيجة | السجل | الخصم               | الطريقة                                | الحدث                                         | التاريخ        | الجولة | الوقت | المكان                                    | الملاحظات                                         |
| ------- | ----- | ------------------- | -------------------------------------- | --------------------------------------------- | -------------- | ------ | ----- | ----------------------------------------- | ------------------------------------------------- |
| خسر     | 14–2  | أيون كوتيلابا       | إخضاع (خنق مثلث الذراع)                | يو إف سي ليلة القتال: سيجودو ضد يادونغ        | 22 فبراير 2025 | 1      | 2:51  | سياتل، واشنطن، الولايات المتحدة           |                                                   |
| فاز     | 14–1  | رافاييل سيركويرا    | ضربة فنية قاضية (باللكمات)             | يو إف سي 308                                  | 26 أكتوبر 2024 | 1      | 0:51  | أبو ظبي، الإمارات العربية المتحدة         |                                                   |
| فاز     | 13–1  | أنطون توركالج       | ضربة فنية قاضية (بلكمة)                | يو إف سي على إي إس بي إن: بلانشفيلد ضد فيوروت | 30 مارس 2024   | 3      | 1:32  | أتلانتيك سيتي، نيوجيرسي، الولايات المتحدة | قتال الليلة.                                      |
| فاز     | 12–1  | باولو ريناتو جونيور | ضربة فنية قاضية (باللكمات)             | سلسلة منافسات دانا وايت 58                    | 15 أغسطس 2023  | 1      | 2:22  | لاس فيغاس، نيفادا، الولايات المتحدة       | العودة إلى وزن خفيف الثقيل.                       |
| فاز     | 11–1  | جيورجي كوبيجاشفيلي  | ضربة فنية قاضية (بركلة الساق واللكمات) | ليالي القتال الثأرية 33                       | 22 يونيو 2024  | 1      | 1:30  | فيينا، النمسا                             | الظهور الأول في الوزن الثقيل.                     |
| فاز     | 10–1  | أميلكار ألفيس       | ضربة قاضية (باللكمات)                  | سبارتا سي إف 1                                | 2 أبريل 2022   | 1      | 1:45  | فيينا، النمسا                             |                                                   |
| فاز     | 9–1   | فيليكس بوليانيديس   | ضربة فنية قاضية (باللكمات)             | ليلة قتال توسان                               | 13 مارس 2022   | 1      | 0:20  | فيينا، النمسا                             |                                                   |
| خسر     | 8–1   | أنطون توركالج       | إخضاع (خنق خلفي عاري)                  | برايف سي إف 40                                | 24 أغسطس 2020  | 2      | 1:57  | ستوكهولم، السويد                          |                                                   |
| فاز     | 8–0   | إيفان فيسيتش        | ضربة فنية قاضية (بالضربات)             | ليالي القتال الثأرية 18                       | 15 يونيو 2019  | 1      | 0:00  | فيينا، النمسا                             | فاز ببطولة ليالي القتال الثأرية لوزن خفيف الثقيل. |
| فاز     | 7–0   | روبرت فالنتين       | ضربة فنية قاضية (باللكمات)             | تحدي القتال النمساوي 8                        | 1 ديسمبر 2018  | 3      | 1:36  | فيينا، النمسا                             | فاز بلقب بطولة النمسا إف سي لوزن خفيف الثقيل.     |
| فاز     | 6–0   | بارت سيليسن         | ضربة قاضية (بلكمة)                     | تحدي القتال النمساوي 7                        | 16 يونيو 2018  | 1      | 0:35  | فيينا، النمسا                             |                                                   |
| فاز     | 5–0   | ميلان ستوجادينوفيتش | ضربة قاضية (بلكمة)                     | تحدي القتال النمساوي 6                        | 9 ديسمبر 2017  | 1      | 2:35  | فيينا، النمسا                             |                                                   |
| فاز     | 4–0   | ساسا ميهايلوفيتش    | ضربة فنية قاضية (باللكمات)             | تحدي القتال النمساوي: المواهب الجديدة 3       | 23 سبتمبر 2017 | 1      | غ/م   | فيينا، النمسا                             |                                                   |
| فاز     | 3–0   | إيجور كانتار        | ضربة فنية قاضية (باللكمات)             | تحدي القتال النمساوي: المواهب الجديدة 2       | 10 يونيو 2017  | 1      | غ/م   | فيينا، النمسا                             |                                                   |
| فاز     | 2–0   | ميلان بودونجي       | ضربة فنية قاضية (باللكمات)             | تحدي القتال النمساوي 5                        | 4 مارس 2017    | 1      | غ/م   | فيينا، النمسا                             |                                                   |
| فاز     | 1–0   | ماتيا كالوري        | ضربة فنية قاضية (باللكمات)             | تحدي القتال النمساوي: المواهب الجديدة 1       | 15 أكتوبر 2016 | 1      | 3:27  | فيينا، النمسا                             | الظهور الأول في وزن خفيف الثقيل.                  |

## وصلات خارجية
- إيبو أصلان على موقع يو إف سي (الإنجليزية)
- إيبو أصلان على موقع شيردوغ (الإنجليزية)
- إيبو أصلان على موقع Tapology.com (الإنجليزية)
- إيبو أصلان على موقع فايت ماتريكس (الإنجليزية)